# Тачибана
Тачиба́на (лат. Citrus tachibana; яп. 橘　たちばな) — вид рослин роду цитрусові родини рутові. Вічнозелений кущ. Поширений у Японії. Господарська культура. Інші назви — японський помаранч, помаранч-тачибана, японський мандарин.

## Опис
Загальна висота коливається від 2 до 4 м. Гілки та листя ростуть щільно. Листя тверде, еліптичне, від 3 см до 6 см завдовжки. Має доволі великі білі квіти, схожі на квіти апельсина, та жовто-помаранчеві гладенькі плоди діаметром 3 см. Плоди доволі рясні й численні. Схожий на мандарини кінокуні і уншіу.

## Розповсюдження
Поширено в Японії, островах Рюкю та Тайвані.

## Застосування
Тривалий час був дикорослим з гірських місцин Сікоку, Кюсю, західного Хонсю, була з часом одомашнена. Плоди сирими не їдять, оскільки вони доволі кислі, з них виготовляють мармелад тощо.

## В культурі
В японській культурі символізує довголіття, безсмертя і вічність. Часто зображується на родинних гербах. Низка міст Японії, поблизу яких росло з незабутніх часів обрали тачибану в якості свого символу.